# ألبرت ستريكلر (مهندس)
ألبرت ستريكلر (25 يوليو 1887 -- 1 فبراير 1963) هو مهندس ميكانيكي مساعد بالمعهد التقني في زيورخ. اشتهر بعمله في علم حركة السوائل، ولا سيما صيغة مانينغ-ستريكلر، والتي تصف العلاقة بين السرعة والضغط والانحدار وخشونة التدفقات المضطربة على سطح حر [الإنجليزية].

## سيرة شخصية
ولد في 25 يوليو 1887 في فيدنسفيل وتوفي في كوسناخت ( كانتون زيورخ) في1 فبراير 1963. من 1911 إلى 1913 كان مهندسًا في ايشر، ويس وشركائهم [الإنجليزية] في زيورخ. من عام 1913 عمل في المعهد الفدرالي السويسري للتكنولوجيا بجامعة زيورخ مع فرانز براشيل. في عام 1923 ، قام بتحليل البيانات الهيدروليكية من أنهار مختلفة في سويسرا وأشار أن معامل مانينغ {\displaystyle n_{s}} هو دالة لمتوسط حجم رواسب الأديم {\displaystyle d_{50}} حسب العلاقة {\displaystyle n_{s}={d_{50}^{1/6} \over 21}} . من عام 1928 إلى عام 1939 كان مديرًا لشركة سويسرا لنقل الطاقة (بالألمانية: Schweiz Kraftübertragung AG) في برن.